# Geschiedenis van de Song
De Geschiedenis van de Song of Songshi is een van de boeken uit de Vierentwintig Geschiedenissen, de verzameling officiële geschiedenissen van Chinese keizerlijke dynastieën. Het boek is tot stand gekomen in 1345 en beschrijft de geschiedenis van de Song-dynastie (960-1279).

## Ontstaan
In 1343 kreeg een groep historici namens keizer Toghun Temür (1333-1370) opdracht om een geschiedenis samen te stellen van de Song-dynastie. De groep behoorde tot het 'Yuan Instituut voor Nationale Geschiedschrijving' (Yuan Guoshi yuan, 元国史院) en stond nominaal onder leiding van Tuotuo (脫脫, Toghto, 1313-1355), de op dat moment machtigste man aan het hof. Het boek werd in 1345 gepresenteerd en is met zijn 496 juan het omvangrijkste werk van de Vierentwintig Geschiedenissen geworden.

## Inhoud
De Songshi bevat 496 juan. Tuotuo volgde de indeling van de Shiji en de Hanshu:
| dynastieke geschiedenis | benji (annalen) | shijia (erfelijke geslachten | biao (tabellen) | shu (verhandelingen | liezhuan (biografieën) | Totaal aantal juan |
| ----------------------- | --------------- | ---------------------------- | --------------- | ------------------- | ---------------------- | ------------------ |
| Songshi                 | 47              | -                            | 32              | 162                 | 255                    | 496                |

Het werk is zeer omvangrijk geworden doordat gebruik kon worden gemaakt van geschiedenissen van de zittende dynastie (guoshi) en een groot aantal andere documenten afkomstig uit de Song-tijd. De auteurs zijn zeer nauwkeurig te werk gegaan, vooral de verhandelingen zijn van hoge kwaliteit. De oorlog van de Mongolen tegen de Song is beschreven vanuit het standpunt van de Yuan. In de Songshi staan ongeveer 100.000 personen vermeld (waarvan 70.000 op de een of andere manier verwant waren aan de stichter van de dynastie).
Omdat de opbouw van de Songshi als te ingewikkeld werd beschouwd, zijn later de hoofdstukken opnieuw gerangschikt. Er werden zaken weggelaten, waardoor onvolledigheden ontstonden. Ook werd uitleg toegevoegd, de verduidelijkingen zijn echter van mindere kwaliteit. Desondanks blijft het boek door zijn gedetailleerdheid een belangrijke bron bij de bestudering van de Song-dynastie.

## Chinese tekst
- 脫脫, 《宋史》(496卷), 北京 (中華書局), 1977 (Tuotuo, Songshi (496 juan), Beijing (Zhonghua shu ju), 1977), 40 delen, 14.263 pp.

herdrukt 1999, ISBN 9787101021288. De Zhonghua uitgave van de Vierentwintig Geschiedenissen is de meest gebruikte uitgave. De teksten zijn voorzien van leestekens, ingedeeld in paragrafen en geschreven in traditionele karakters.